# エレクトリック・ギタリスト
『エレクトリック・ギタリスト』（Electric Guitarist）は、ジョン・マクラフリンが1978年に発表したスタジオ・アルバム。

## 背景
リーダー・バンド「シャクティ」解散後に発表されたソロ・アルバムで、マクラフリンは後年、本作について「シャクティで何年もの間アコースティック・ギターを弾いていたので、久し振りにエレクトリック・ギターに戻り、"西の音楽"をやってみたくなった」「ご無沙汰していた友人をここぞとばかり呼んだ」とコメントしている。なお、マクラフリンはシャクティ時代にはスキャロップド・フィンガーボード仕様のアコースティック・ギターを使用しており、その経験から、本作よりスキャロップド仕様のエレクトリック・ギターを弾くようになった。
「ドゥ・ユー・ヒア・ザ・ヴォイス・ザット・ユー・レフト」はジョン・コルトレーンに捧げられた曲で、コルトレーンの曲「ジャイアント・ステップス」のコード進行に基づいている。「アー・ユー・ザ・ワン?」は、マクラフリンが在籍していたバンド「トニー・ウィリアムス・ライフタイム」で共演したリズム隊（ウィリアムス、ジャック・ブルース）と共に録音された。「フェノメノン: コンパルジョン」は、マクラフリンとビリー・コブハムのデュオによる演奏である。

## 反響
スウェーデンでは1978年5月19日付のアルバム・チャートで40位を記録した。アメリカでは1978年6月24日付のBillboard 200で105位に達し、合計14週トップ200入りした。ニュージーランドでは1978年10月22日付のアルバム・チャートで38位を記録したが、翌週にはトップ40圏外に落ちた。

## 評価
Hal Horowitzはオールミュージックにおいて5点満点中4点を付け「"New York on My Mind"は、彼が以前に率いていたマハヴィシュヌ・オーケストラのアウトテイクのように聴こえる」「バラードの"Every Tear from Every Eye"における、スタッカートやベンディングを多用したクリーン・トーンによる演奏を筆頭に、マクラフリンは終始好調である」と評している。ロバート・クリストガウは本作にBプラスを付け「フュージョンを創造した人物の下に、同ジャンルのトップ・ミュージシャン達が集結し、パターン化されたファンク的な伴奏、ダラダラと長いソロ、宇宙的なハーモニーと称した戯言を排して、フュージョンの美学の可能性を誇示してみせた」と評している。また、Walter Koloskyは2002年、All About Jazzにおいて、アルバムの全体像を「捨て曲がない」、「マイ・フーリッシュ・ハート」のカヴァーに関して「温かく穏やかなアレンジで、彼に対する先入観へのアンチテーゼであるかのように響く」と評している。

## 収録曲
特記なき楽曲はジョン・マクラフリン作。
1. ニューヨーク・オン・マイ・マインド - "New York on My Mind" - 5:52
2. フレンドシップ - "Friendship" - 7:07
3. エヴリ・ティアー・フロム・エヴリ・アイ - "Every Tear from Every Eye" - 6:58
4. ドゥ・ユー・ヒア・ザ・ヴォイス・ザット・ユー・レフト - "Do You Hear the Voices That You Left Behind?" - 7:46
5. アー・ユー・ザ・ワン? - "Are You the One? Are You the One?" - 4:46
6. フェノメノン: コンパルジョン - "Phenomenon: Compulsion" - 3:25
7. マイ・フーリッシュ・ハート - "My Foolish Heart" (Victor Young, Ned Washington) - 3:31

## 参加ミュージシャン
- ジョン・マクラフリン - エレクトリック・ギター
- ジェリー・グッドマン - ヴァイオリン(on #1)
- ステュ・ゴールドバーグ - エレクトリックピアノ、オルガン、ミニ・モーグ(on #1)
- フェルナンド・サンダース - ベース(on #1)
- ビリー・コブハム - ドラムス(on #1, #6)
- カルロス・サンタナ - エレクトリック・ギター(on #2)
- トム・コスター - オルガン(on #2)
- ニール・ジェイソン - ベース(on #2)
- ナラダ・マイケル・ウォルデン - ドラムス(on #2)
- アリリオ・リマ - パーカッション(on #2)
- アルマンド・ペラーサ - コンガ(on #2)
- デイヴィッド・サンボーン - アルト・サクソフォーン(on #3)
- パトリース・ラッシェン - ピアノ(on #3)
- アルフォンソ・ジョンソン - ベース、ベース・ペダル(on #3)
- トニー・サンダー・スミス - ドラムス(on #3)
- チック・コリア - ピアノ、ミニ・モーグ(on #4)
- スタンリー・クラーク - アコースティック・ベース(on #4)
- ジャック・ディジョネット - ドラムス(on #4)
- ジャック・ブルース - ベース(on #5)
- トニー・ウィリアムス - ドラムス(on #5)